# Giro di Toscana 2010
Il Giro di Toscana 2010, ottantatreesima edizione della corsa e valida come evento dell'UCI Europe Tour 2010 categoria 1.1, si svolse il 26 settembre 2010 su un percorso totale di 196,3 km. Fu vinto dall'italiano Daniele Bennati che terminò la gara in 4h59'00", alla media di 39,391  km/h.
Partenza con 121 ciclisti, dei quali 73 portarono a termine il percorso.

## Ordine d'arrivo (Top 10)
| Pos. | Corridore            | Squadra       | Tempo    |
| ---- | -------------------- | ------------- | -------- |
| 1    | Daniele Bennati      | Liquigas      | 4h59'00" |
| 2    | Marco Marcato        | Vacansoleil   | s.t.     |
| 3    | Caleb Fairly         | Garmin        | s.t.     |
| 4    | Daniele Pietropolli  | Lampre        | s.t.     |
| 5    | Alessandro Proni     | Acqua & Sap.  | s.t.     |
| 6    | Manuele Mori         | Lampre        | s.t.     |
| 7    | Patrik Sinkewitz     | ISD-Neri      | s.t.     |
| 8    | Alessandro Bisolti   | Colnago       | s.t.     |
| 9    | Leonardo Bertagnolli | Androni Gioc. | s.t.     |
| 10   | Diego Ulissi         | Lampre        | s.t.     |